# Peter Møller
Peter Møller Nielsen (ur. 23 marca 1972 w Abildgård) – duński piłkarz grający na pozycji napastnika.

## Kariera klubowa
Møller urodził się w małym miasteczku Abildgård położonym niedaleko Frederikshavn. Karierę piłkarską rozpoczął w Gistrup IF, ale niedługo potem podjął treningi w juniorach zespołu Aalborg BK. W 1990 roku trafił do pierwszego zespołu prowadzonego wówczas przez Poula Erika Andreasena i wtedy też zadebiutował w pierwszej lidze duńskiej. W swoim debiutanckim sezonie stał się podstawowym zawodnikiem zespołu i zdobył 9 goli. W kolejnych był najlepszym strzelcem Aalborga, a w 1991 roku zdobył Puchar Danii, a w 1993 roku powtórzył ten sukces. W sezonach 1991/1992 i 1992/1993 zdobywał odpowiednio 17 i 20 goli zostając królem strzelców ligi.
Latem 1993 roku Peter został zawodnikiem FC København. Zdobył 7 goli w lidze oraz został wicemistrzem Danii. W FCK spędził jeden sezon i w 1994 roku został wypożyczony do szwajcarskiego FC Zürich, ale rozegrał tam tylko połowę meczów i w 1995 roku wrócił do Kopenhagi i został zawodnikiem Brøndby IF. Występował w ataku z Ebbe Sandem i w kolejnych dwóch sezonach był najlepszym strzelcem drużyny. Został też dwukrotnie mistrzem kraju.
Już po rozpoczęciu sezonu 1997/1998 Møller wyjechał do Holandii i występował w tamtejszym PSV Eindhoven. Tam był rezerwowym dla Arnolda Brugginka oraz Belgów Luca Nilisa i Gilles'a De Bilde, toteż zdobył tylko 6 goli w Eredivisie. Został wicemistrzem Holandii.
W 1998 roku po roku gry w PSV Møller został piłkarzem hiszpańskiego Realu Oviedo. 20 września zadebiutował w Primera División w przegranym 0:1 domowym spotkaniu z CD Tenerife. Przez cały sezon zaliczył tylko jedno trafienie, a na początku 2000 roku został wypożyczony do Brøndby. Po raz kolejny wywalczył mistrzostwo kraju, a latem odszedł na wypożyczenie do Fulham F.C., grającego w angielskiej Division One. Nieznacznie przyczynił się do awansu klubu do Premiership, a sezon 2000/2001 kończył w Oviedo.
Latem 2001 Peter wrócił do Danii. Ponownie został zawodnikiem FC København. W 2002 roku wywalczył wicemistrzostwo kraju, a w 2003 - mistrzostwo. W 2004 roku sięgnął z Kopenhagą po dublet, w 2005 zajął 2. miejsce, a w 2006 po raz ostatni po tytuł mistrzowski. Wtedy też po sezonie zakończył sportową karierę.
| Sezon   | Klub          | Kraj       | Rozgrywki        | Mecze | Bramki |
| ------- | ------------- | ---------- | ---------------- | ----- | ------ |
| 1990/91 | Aalborg BK    | Dania      | Superligaen      | 19    | 9      |
| 1991/92 | Aalborg BK    | Dania      | Superligaen      | 32    | 17     |
| 1992/93 | Aalborg BK    | Dania      | Superligaen      | 30    | 20     |
| 1993/94 | FC København  | Dania      | Superligaen      | 29    | 7      |
| 1994/95 | FC København  | Dania      | Superligaen      | 1     | 1      |
| 1994/95 | FC Zürich     | Szwajcaria | Nationalliga A   | 14    | 4      |
| 1995/96 | Brøndby IF    | Dania      | Superligaen      | 33    | 15     |
| 1996/97 | Brøndby IF    | Dania      | Superligaen      | 32    | 22     |
| 1997/98 | Brøndby IF    | Dania      | Superligaen      | 3     | 5      |
| 1997/98 | PSV Eindhoven | Holandia   | Eredivisie       | 22    | 6      |
| 1998/99 | Real Oviedo   | Hiszpania  | Primera División | 26    | 1      |
| 1999/00 | Real Oviedo   | Hiszpania  | Primera División | 1     | 0      |
| 1999/00 | Brøndby IF    | Dania      | Superligaen      | 7     | 3      |
| 2000/01 | Fulham F.C.   | Anglia     | Division One     | 5     | 1      |
| 2000/01 | Real Oviedo   | Hiszpania  | Primera División | 11    | 2      |
| 2001/02 | FC København  | Dania      | Superligaen      | 19    | 7      |
| 2002/03 | FC København  | Dania      | Superligaen      | 31    | 10     |
| 2003/04 | FC København  | Dania      | Superligaen      | 31    | 6      |
| 2004/05 | FC København  | Dania      | Superligaen      | 28    | 6      |
| 2005/06 | FC København  | Dania      | Superligaen      | 15    | 7      |

## Kariera reprezentacyjna
W reprezentacji Danii Møller zadebiutował 4 września 1991 roku w zremisowanym 0:0 towarzyskim spotkaniu z Islandią. W 1998 roku został powołany przez Bo Johanssona do kadry na Mistrzostwa Świata we Francji. Tam wystąpił we dwóch spotkaniach: w 1/8 finału z Nigerią (4:1, w 3. minucie zdobył gola) oraz w ćwierćfinałowym z Brazylią (2:3). W 2005 roku rozegrał swój ostatni mecz w duńskiej kadrze, a łącznie wystąpił w niej 20 razy i zdobył 5 bramek. Wcześniej w 1992 roku wystąpił wraz z kadrą olimpijską na Igrzyskach Olimpijskich w Barcelonie.